# Крикалы (парк)

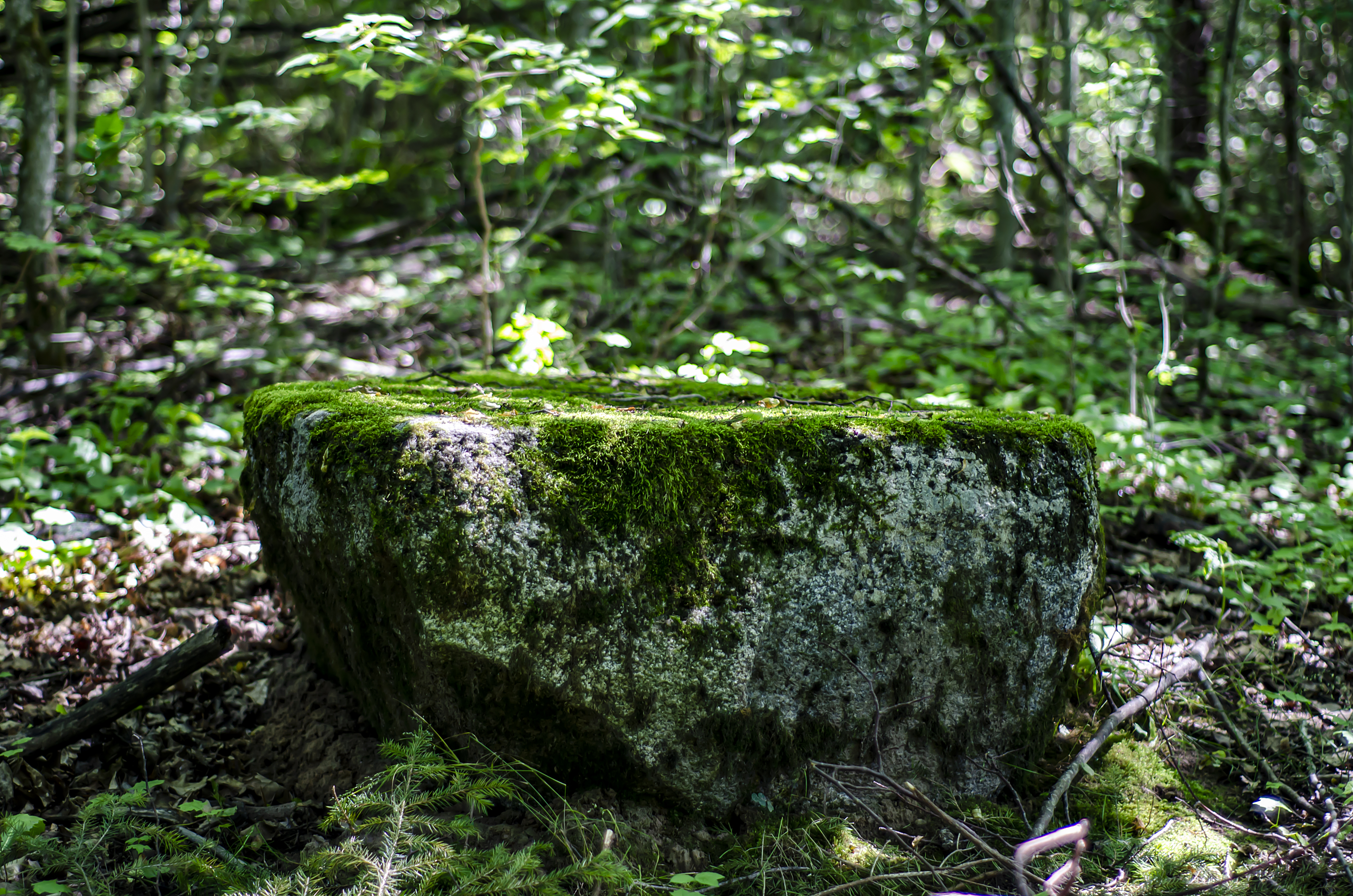
Чёртов Камень, Крикалы

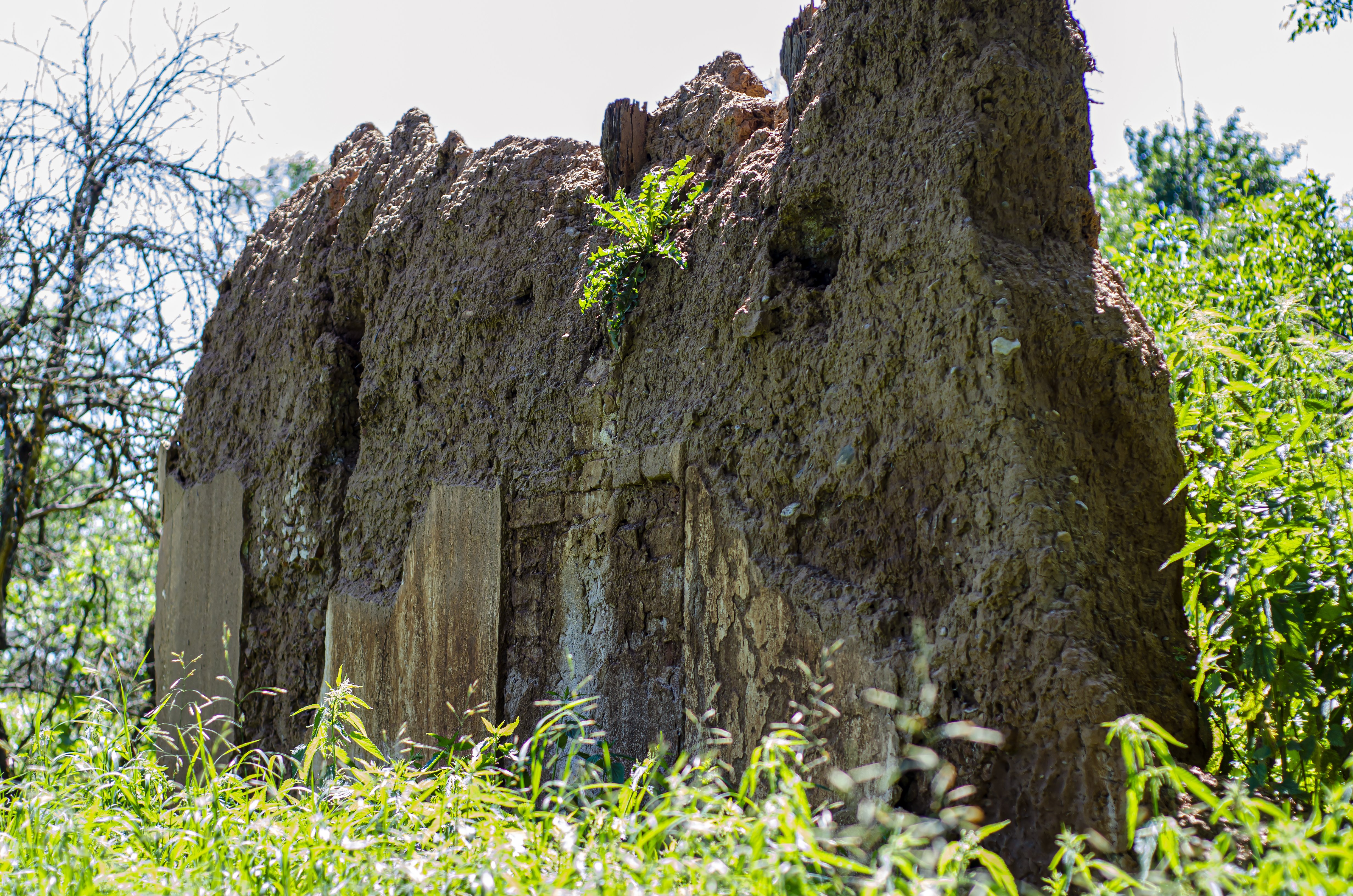
Остатки старой кирпичной стены. Крикалы

Крикалы — пейзажный парк в Дуниловичах Поставского района Витебской области Беларуси. Сформирован в конце XVIII — начале XIX веков. Площадь территории парка составляет 15 га.

## История
Находится в 2 км на северо-запад от Дуниловичей. Парк пейзажного типа создан на рубеже XVIII—XIX веков как усадебный. От усадьбы сохранились 2 флигеля с кирпичными торцовыми фасадами в стиле позднего классицизма, клеть, а также бутовый мост. Площадь парка — 15 гектаров. Расположен на склонах семи холмов, разделённых глубоким оврагом. Парк никогда не имел чётких границ и ограды.
Парк основывается на естественных ландшафтах. В наиболее узкой части долины имелся мост. Основной прогулочный маршрут проходил от усадебного дома у восточного холма, по которому можно было выйти в поле, идти по склону к фамильным захоронениям, а также идти по гребню гряды к деревянному «ведьминому» мосту. Гамма парковых склонов построена в соотношении клёна, ясеня, вяза, липы, ольхи, лиственницы. Является памятником садово-паркового искусства.
Парк практически утерян.

## Ссылки

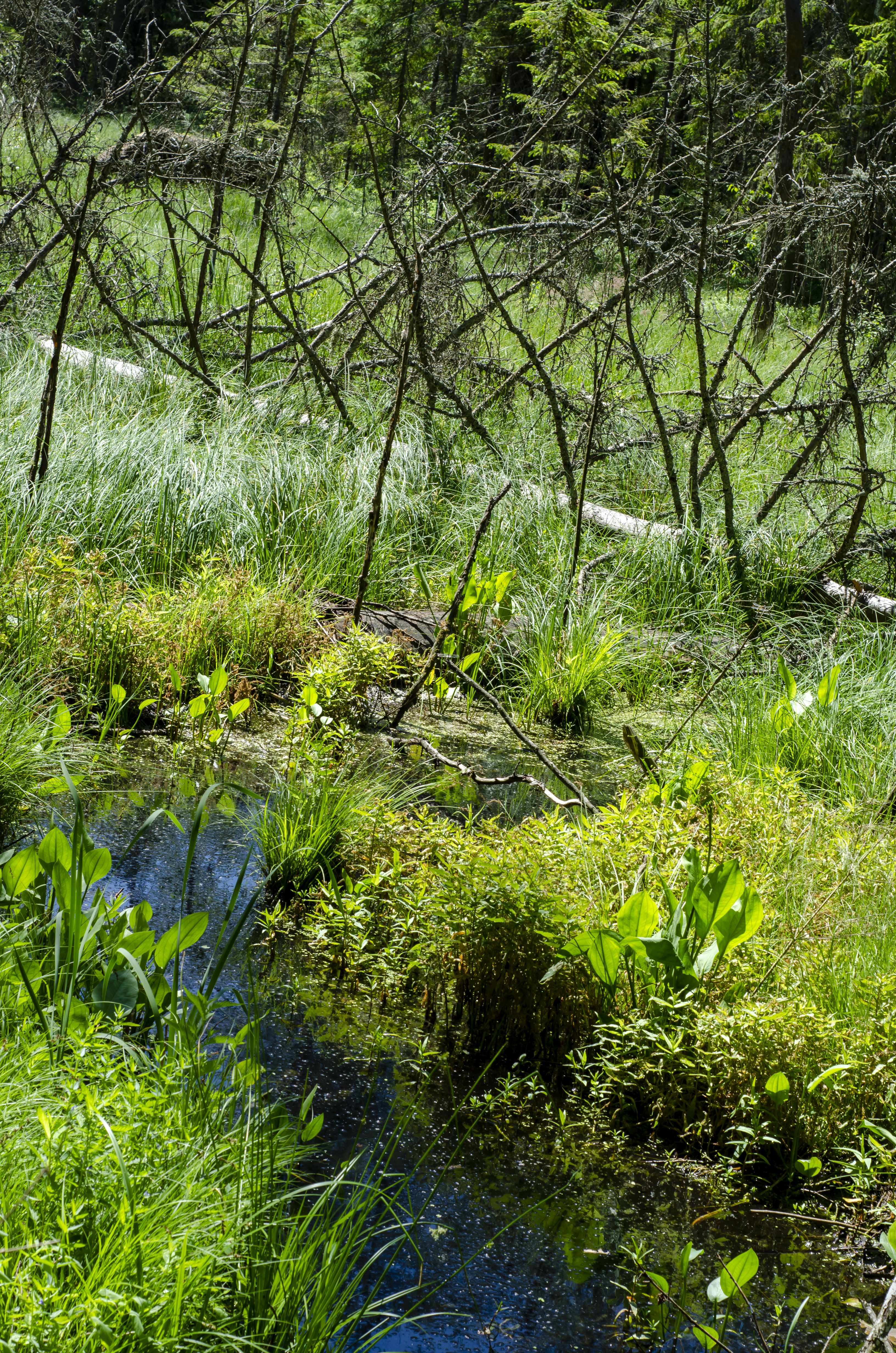
Болото и ручей, Крикалы